# シンタグマ駅考古学コレクション
シンタグマ駅考古学コレクション (Syntagma Metro Station Archeological Collection) は、ギリシャ、アテネの博物館である。アテネ地下鉄のシンタグマ駅内に位置し、地下鉄の建設中に発掘された様々な歴史的コレクションを展示している。